# Сили підтримки Збройних Сил України (монета)
«Сили підтримки Збройних Сил України» — обігова пам'ятна монета номіналом 10 гривень, випущена Національним банком України. Присвячена окремому роду Збройних Сил України, до складу якого входять інженерні війська, війська радіаційного, хімічного та біологічного захисту, топографічна служба, гідрометеорологічна служба та кінологічна служба.
Монету введено в обіг 19 травня 2023 року. Вона належить до серії Збройні Сили України.

## Опис та характеристики монети

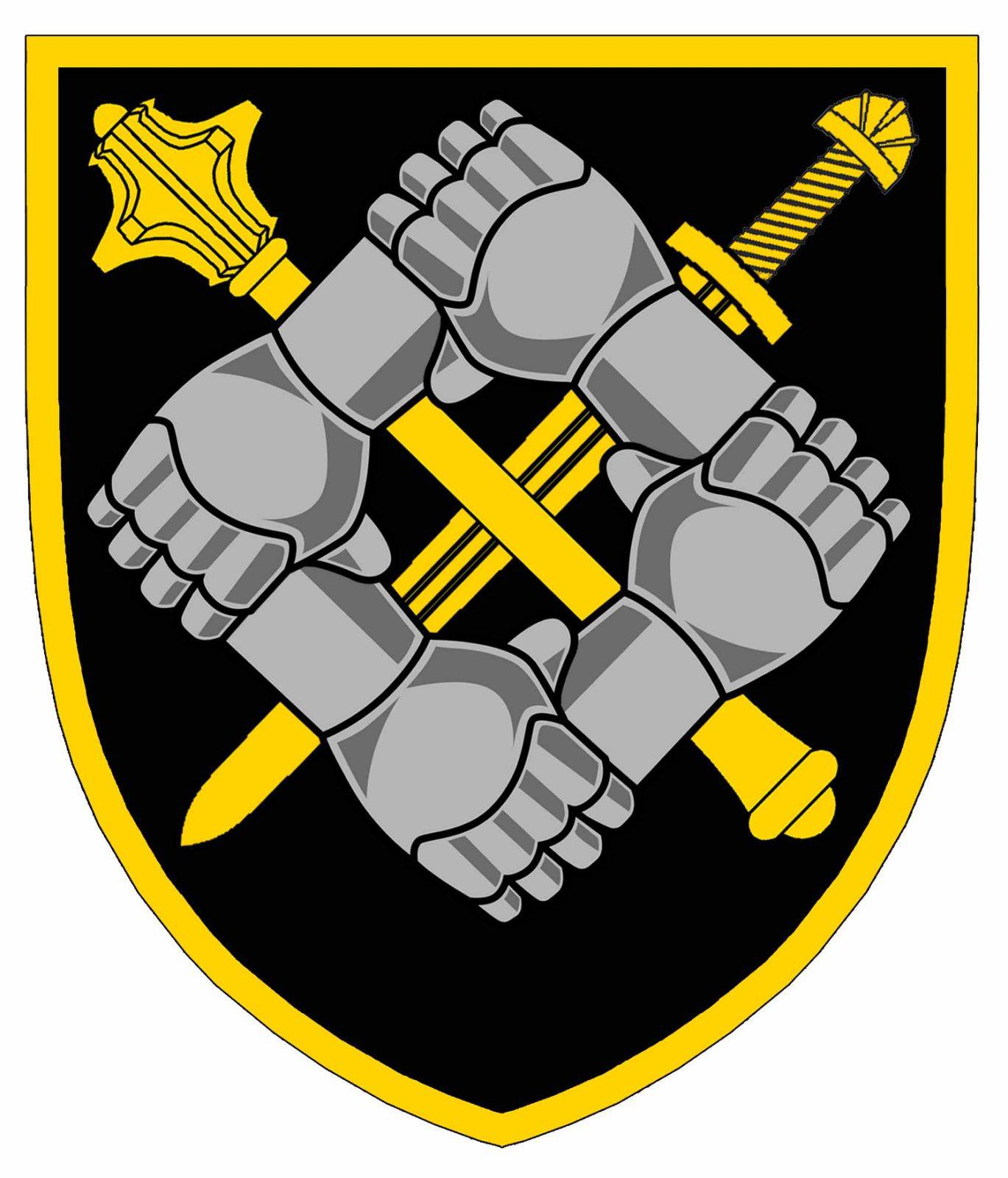
Нарукавна емблема Командування Сил підтримки ЗСУ

| Номінал грн | Метал                                       | Маса, грам | Діаметр, мм. | Якість виготовлення | Гурт     | Тираж, штук |
| ----------- | ------------------------------------------- | ---------- | ------------ | ------------------- | -------- | ----------- |
| 10          | сплав на основі цинку з нікелевим покриттям | 6,4        | 23,5         | циркулейтед         | рифлений | 10 000 000  |

### Аверс
На аверсі монети розміщено: у центрі на дзеркальному тлі — емблема Сил підтримки ЗСУ, праворуч від якої — малий Державний Герб України; написи: угорі — УКРАЇНА, унизу — номінал 10 ГРИВЕНЬ та рік карбування монети 2023; логотип Банкнотно-монетного двору Національного банку України (праворуч від номіналу).

### Реверс
На реверсі монети розміщено емблема (по центру); по колу напис: «СИЛИ ПІДТРИМКИ ЗСУ — ЗАВЖДИ ПОРУЧ». Напис «Завжди поруч» є гаслом Сил підтримки ЗСУ.

## Автори
- Художники: Дем'яненко Володимир, Ольга Коваленко.
- Скульптори: Демяненко Анатолій, Дем'яненко Володимир.

## Вартість монети
Під час введення монети в обіг 2023 року, Національний банк України розповсюджував монету за номінальною вартістю — 10 гривень.
Частина тиражу монети сформована в спеціально оформлені ролики (25 монет) тиражем — 20 тис. шт. На сувенірній упаковці ролику зображено емблему Сил підтримки Збройних сил України та стилізовану старовинну оборонну споруду — палісад.